# Piłkarz
Piłkarz (w odniesieniu do kobiet stosuje się formę piłkarka) – osoba uprawiająca grę w piłkę, przede wszystkim w piłkę nożną. Określenie stosowane mniej precyzyjnie w przypadku sportowca uprawiającego:
- futsal (piłkarz halowy, futsalista)
- piłkę nożną plażową (piłkarz plażowy)
- piłkę ręczną (piłkarz ręczny, szczypiornista)
- piłkę wodną (piłkarz wodny, waterpolista).